# Werner von Raven
Werner Alborus von Raven (* 14. Januar 1875 in Berlin; † 12. September 1928 ebenda) war ein deutscher Arzt und Tropenmediziner. 

## Leben
Werner von Raven legte seine Reifeprüfung in Berlin ab und studierte danach 1896 sowie von 1898 bis 1901 Medizin an der Universität Berlin. Danach war er Volontär-Assistent an der Charité in Berlin. Im Dezember 1901 wurde er mit der Arbeit Zwei Fälle von Bronchitis fibrinosa mit besonderer Berücksichtigung der Symptomatologie und des Sputumbefundes von der Universität Berlin zum Dr. med. promoviert.
Aufgrund seiner späteren Tätigkeiten am Institut für Infektionskrankheiten unter Robert Koch wurde er als Arzt und Bakteriologe für die im Juni 1907 in Bukoba startende Zentralafrika-Expedition des Herzogs Adolf Friedrich zu Mecklenburg ausgewählt. Nach Abschluss dieser Expedition war er als Assistent von Prof. Bitter in Ägypten tätig und ab 1908 Regierungsarzt und Bezirksamtmann in Togo. Im Oktober 1908 wurde er Leiter der dortigen Schlafkrankheitskommission und war zusätzlich Leiter des Lagers für Schlafkranke in Kloto, wo er neben dem von Koch entwickelten Atoxyl auch weitere Präparate – unter anderem das von Paul Ehrlich entwickelte Arsphenamin – an den Erkrankten erprobte.
Zu Beginn des Ersten Weltkriegs war von Raven Unterarzt der Reserve in Togo. Nach einer Verwundung am Chra (in Togo) Ende August 1914 kam er in französische Kriegsgefangenschaft, die er in Médéa (Algerien) verlebte.
Nach dem Kriege war von Raven in Berlin als Tropenmediziner tätig, wurde zum Medizinalrat und später zum Oberregierungsrat im Reichswirtschaftsministerium ernannt.

## Veröffentlichungen
- mit Peter Mühlens: Zur Frage der Hämolysin- und Toxinbildung des Choleravibrio. Zeitschrift für Hygiene und Infektionskrankheiten 55 (1906)
- mit Max Hartmann: Untersuchungen über den feineren Bau und die Entwickelung von Proteosoma. Berlin 1908/09.
- Berichte über die Tätigkeit der Schlafkrankheitskommission 1909–1912. Amtsblatt für das Schutzgebiet Togo.
- Der heutige Stand der Infektionstherapie der progressiven Paralyse, insbesondere der Malariabehandlung und ihre praktischen Ergebnisse. Dermatologische Wochenschrift 83 (1926).

## Auszeichnungen
- Ritterkreuz des belgischen Kronenordens (Kongostaat)

## Kritik
Von Raven werden heute die in der damaligen deutschen Kolonie Togo durchgeführten Menschenexperimente vorgeworfen. An anderer Stelle wiederum wird von Raven für seine Fürsorglichkeit gelobt.